# Лоулань
40°31′39″ пн. ш. 89°50′26″ сх. д. / 40.527633333333° пн. ш. 89.840644444444° сх. д.

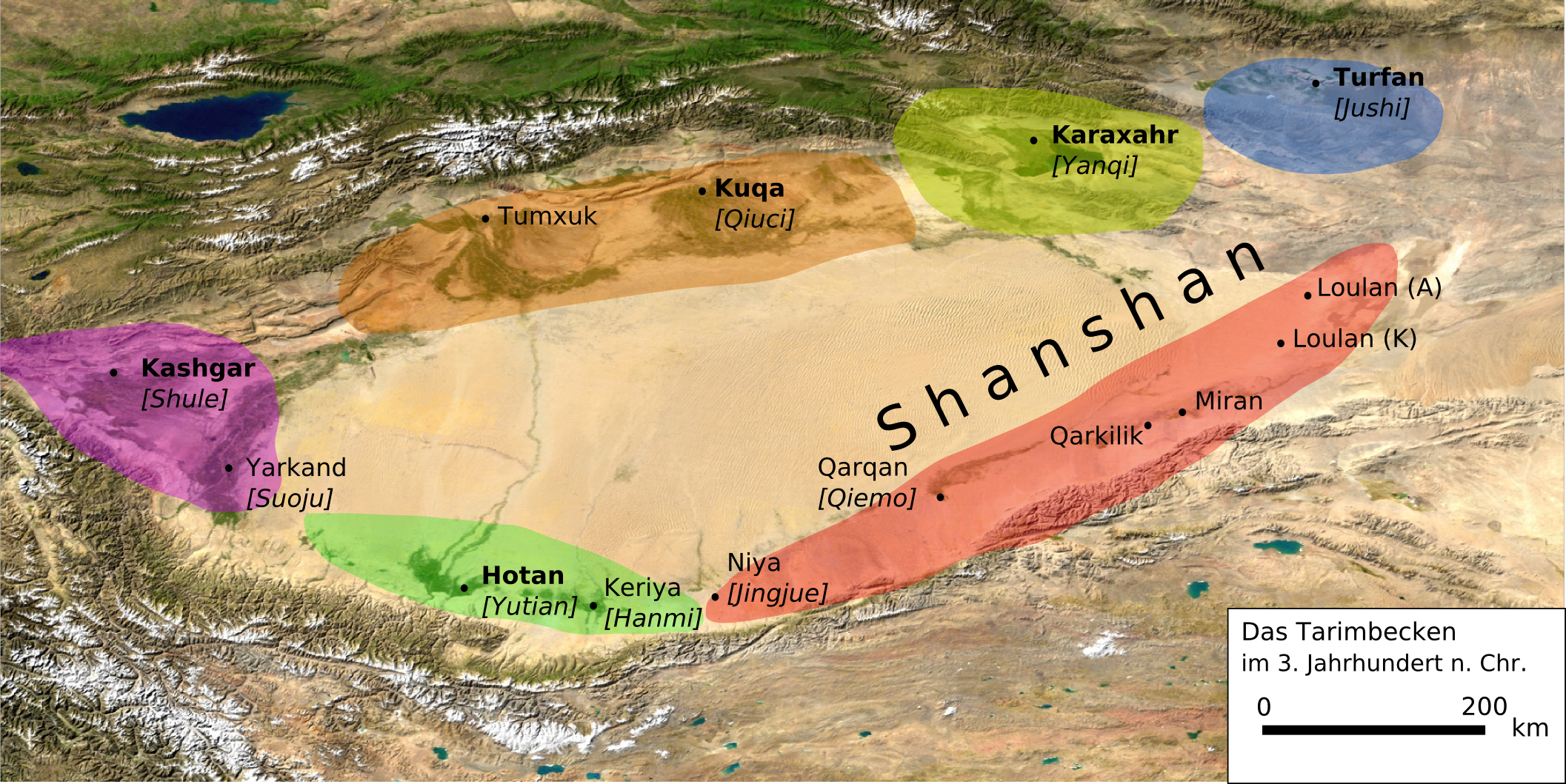
Червоним кольором виділено кодони Шаньшаньського царства

Лоулань (Лу-лань, Лулан, Кроран) — стародавня оаза та царство у пустелі Такла-Макан, важливий пункт на Великому шовковому шляху між Дуньхуаном та Хотаном. Нині повністю засипаний пісками; археологічна зона — на території Баянгол-Монгольської автономної префектури.

## Історія
Лоулань вперше згадується у листі хуннського шаньюя до ханського імператора у 126 р. до н. е. Оаза була центром царства Крорайна (Шань Шань), за який йшла завзята боротьба між степовиками та китайцями. Мандрівник Чжан Цянь згадує його як укріплене місто поблизу озера Лобнор.
Після того, як лоуланьський правитель був заколотий китайським послом у 77 р. до н. е., Шань Шань становиться данником для ханьських імператорів. Ще у ІІІ столітті на території міста стояв китайський гарнізон, однак через прогресивне спустелювання у часи династії Тан він був остаточно закинутий.

## Розкопки

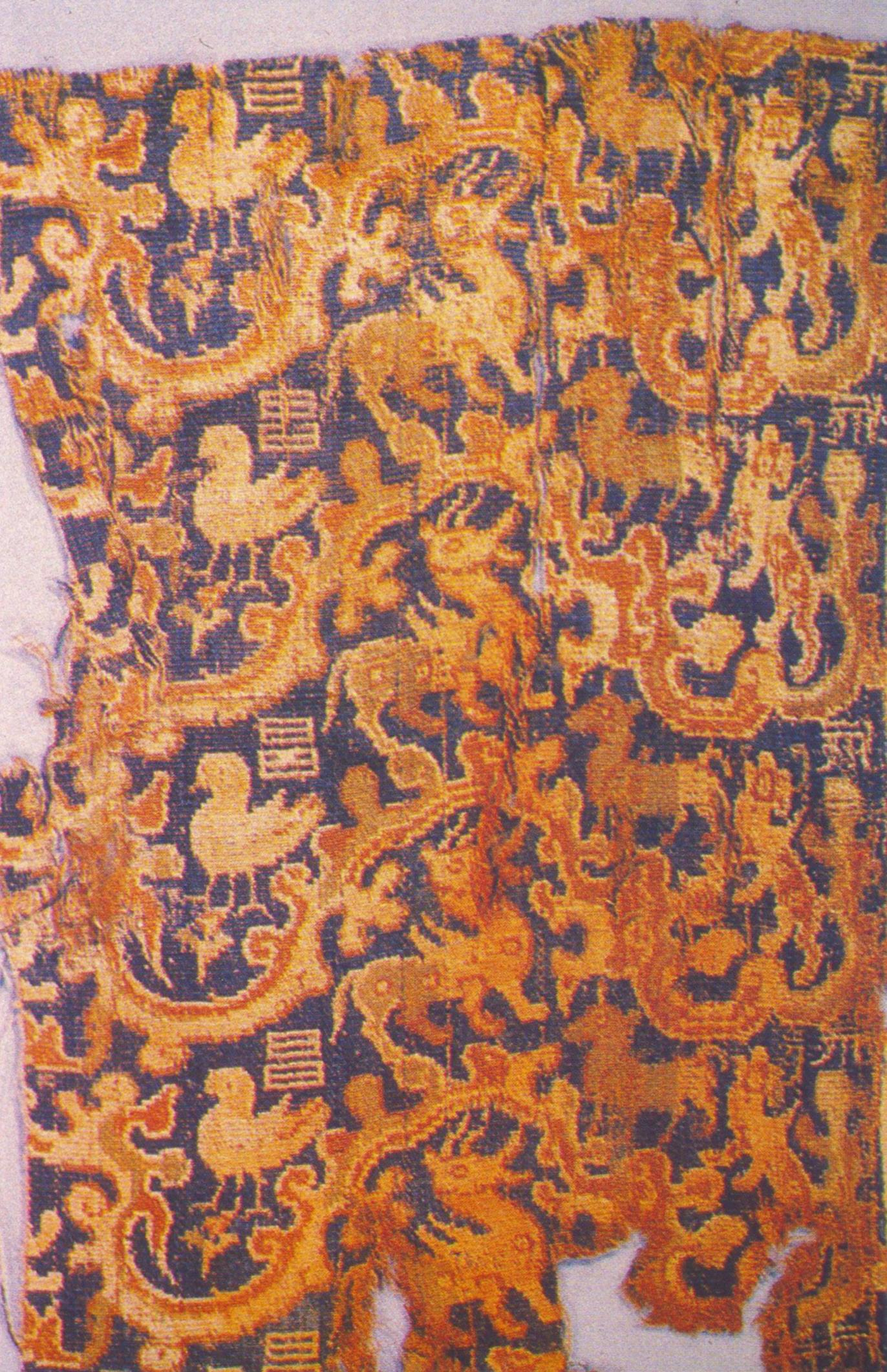
Шовк із Лоуланя

На руїни Лоуланя натрапив у 1899 році шведський мандрівник Свен Гедін. Слідами його відкриттям місто досліджували японські експедиції Кодзуї Отані. Перші ґрунтовні досліджування території провів у 1906 та 1914 рр. археолог Аурель Стейн. Йому вдалося знайти не тільки залишки укріплень, а й фрагменти шовкових тканин.
Китайська археологічна експедиція 1980 року встановила наявність в Лоулані складної іригаційної системи, яка включає канал у 5 метрів глибиною, та ряд культових споруд, таких як буддійська ступа.
Письмові тексти складені на одній з пракритських мов та записані на кхароштхи. У лексиці наявний значний масив запозичений з неописаної тохарської мови (т. н. «тохарський С»). Дж. П. Меллорі припускає, що стародавні мешканці оази спілкувалися цією невідомою тохарською говіркою.
З Лоуланя походять так звані Лоуланська красуня, а також інші таримські мумії європеоїдної раси, вік яких становить 3800 років. Це свідчить про глибоку стародавність поселення.

## У популярній культурі
- Історія та початок розкопок Лоуланя белетризовані в однойменному оповіданні японського письменника Ясусі Іноуе.[2]